# Список населённых пунктов Пушкинского городского округа
В списке представлены населённые пункты Пушкинского городского округа (формально Городского округа Пушкинский) Московской области и их принадлежность к бывшим муниципальным образованиям. 
Перечень населённых пунктов городского округа (города областного подчинения с административной территорией), их наименование и тип даны в соответствии с Законом Московской области от 3 декабря 2020 года N 250/2020-ОЗ и Постановлением губернатора Московской области от 15 июля 2020 г. № 329-ПГ «Об Учетных данных административно-территориальных и территориальных единиц Московской области». 
В 2025 году рабочие посёлки Лесной, Правдинский, Софрино и дачные посёлки Ашукино, Зеленоградский, Черкизово преобразованы в посёлки городского типа.
Всего в городской округ (город областного подчинения с административной территорией) входят 90 населённых пунктов, в том числе: 
- 9 городских населённых пунктов (из них 3 города, 6 посёлков городского типа) ― в списке выделены оранжевым цветом;
- 81 сельский населённый пункт (из них 9 посёлков, 12 сёл, 59 деревень и 1 хутор).

| №  | Населённый пункт    | Тип                     | Население | Бывшее муниципальное образование   |
| -- | ------------------- | ----------------------- | --------- | ---------------------------------- |
| 1  | Аксёнки             | деревня                 | ↗13       | сельское поселение Царёвское       |
| 2  | Алёшино             | деревня                 | ↗241      | сельское поселение Ельдигинское    |
| 3  | Артёмово            | деревня                 | ↗38       | городское поселение Ашукино        |
| 4  | Ашукино             | посёлок городского типа | ↗8789     | городское поселение Ашукино        |
| 5  | Балабаново          | деревня                 | ↗6        | городское поселение Софрино        |
| 6  | Барково             | село                    | ↗403      | сельское поселение Царёвское       |
| 7  | Березняки           | деревня                 | ↘24       | сельское поселение Царёвское       |
| 8  | Бортнево            | деревня                 | ↗26       | городское поселение Софрино        |
| 9  | Братовщина          | село                    | ↗1394     | городское поселение Правдинский    |
| 10 | Василёво            | деревня                 | ↗102      | городское поселение Ашукино        |
| 11 | Васюково            | деревня                 | ↗12       | городское поселение Софрино        |
| 12 | Введенское          | деревня                 | ↗210      | сельское поселение Царёвское       |
| 13 | Володкино           | деревня                 | ↗4        | городское поселение Ашукино        |
| 14 | Герасимиха          | деревня                 | ↗20       | городское поселение Ашукино        |
| 15 | Горенки             | деревня                 | ↘8        | городское поселение Ашукино        |
| 16 | Грибаново           | деревня                 | ↘6        | городское поселение Ашукино        |
| 17 | Грибово             | деревня                 | ↘8        | сельское поселение Царёвское       |
| 18 | Григорково          | деревня                 | ↘18       | городское поселение Софрино        |
| 19 | Данилово            | деревня                 | ↗254      | городское поселение Ашукино        |
| 20 | Дарьино             | деревня                 | ↗40       | сельское поселение Ельдигинское    |
| 21 | Доброе              | посёлок                 | ↘113      | сельское поселение Царёвское       |
| 22 | Доровское           | посёлок                 | ↘64       | сельское поселение Царёвское       |
| 23 | Ельдигино           | село                    | ↘1172     | сельское поселение Ельдигинское    |
| 24 | Жилкино             | деревня                 | ↗8        | городское поселение Ашукино        |
| 25 | Жуковка             | деревня                 | ↗198      | сельское поселение Царёвское       |
| 26 | Зверосовхоза        | посёлок                 | ↗2110     | сельское поселение Царёвское       |
| 27 | Зеленоградский      | посёлок городского типа | ↘5325     | городское поселение Зеленоградский |
| 28 | Зелёный             | посёлок                 | ↗19       | сельское поселение Царёвское       |
| 29 | Зелёный Городок     | посёлок                 | ↘914      | городское поселение Правдинский    |
| 30 | Зимогорье           | деревня                 | ↗68       | городское поселение Зеленоградский |
| 31 | Ивантеевка          | город                   | ↗83 941   | городской округ Ивантеевка         |
| 32 | Ивошино             | деревня                 | ↗7        | сельское поселение Царёвское       |
| 33 | Комягино            | село                    | ↘54       | сельское поселение Царёвское       |
| 34 | Коптелино           | деревня                 | ↗245      | сельское поселение Царёвское       |
| 35 | Костино             | деревня                 | ↗42       | городское поселение Правдинский    |
| 36 | Кощейково           | деревня                 | ↗60       | городское поселение Лесной         |
| 37 | Красноармейск       | город                   | ↗26 606   | городской округ Красноармейск      |
| 38 | Кстинино            | деревня                 | ↘12       | сельское поселение Ельдигинское    |
| 39 | Левково             | село                    | ↗467      | сельское поселение Царёвское       |
| 40 | Лепёшки             | деревня                 | ↗250      | сельское поселение Царёвское       |
| 41 | Лесной              | посёлок городского типа | ↘10 007   | городское поселение Лесной         |
| 42 | Лесные Поляны       | посёлок                 | ↗4053     | сельское поселение Тарасовское     |
| 43 | Луговая             | деревня                 | ↘15       | городское поселение Ашукино        |
| 44 | Мартьянково         | деревня                 | ↗6        | городское поселение Ашукино        |
| 45 | Марьина Гора        | деревня                 | ↗47       | сельское поселение Ельдигинское    |
| 46 | Матюшино            | деревня                 | ↗66       | сельское поселение Ельдигинское    |
| 47 | Митрополье          | деревня                 | ↗376      | городское поселение Софрино        |
| 48 | Михайловское        | деревня                 | ↗82       | сельское поселение Царёвское       |
| 49 | Михалёво            | деревня                 | ↗27       | сельское поселение Ельдигинское    |
| 50 | Могильцы            | деревня                 | ↗198      | городское поселение Софрино        |
| 51 | Мураново            | деревня                 | ↗224      | городское поселение Ашукино        |
| 52 | Нагорное            | деревня                 | ↗168      | городское поселение Зеленоградский |
| 53 | Нагорное            | посёлок                 | ↗922      | сельское поселение Царёвское       |
| 54 | Назарово            | деревня                 | ↘107      | сельское поселение Царёвское       |
| 55 | Невзорово           | деревня                 | ↗25       | сельское поселение Царёвское       |
| 56 | Никольское          | деревня                 | ↗21       | городское поселение Софрино        |
| 57 | Никулино            | деревня                 | ↗32       | сельское поселение Царёвское       |
| 58 | Нововоронино        | деревня                 | ↗741      | городское поселение Софрино        |
| 59 | Ординово            | деревня                 | ↗10       | сельское поселение Ельдигинское    |
| 60 | Останкино           | деревня                 | ↘12       | сельское поселение Царёвское       |
| 61 | Папертники          | деревня                 | ↗15       | городское поселение Ашукино        |
| 62 | Паршино             | хутор                   | ↗27       | сельское поселение Царёвское       |
| 63 | Петушки             | деревня                 | ↗9        | сельское поселение Ельдигинское    |
| 64 | Подвязново          | деревня                 | ↗40       | городское поселение Ашукино        |
| 65 | Правдинский         | посёлок городского типа | ↘9897     | городское поселение Правдинский    |
| 66 | Путилово            | село                    | ↗118      | сельское поселение Царёвское       |
| 67 | Пушкино             | город                   | ↘111 580  | городское поселение Пушкино        |
| 68 | Раково              | деревня                 | ↗143      | сельское поселение Ельдигинское    |
| 69 | Рахманово           | село                    | ↗141      | городское поселение Ашукино        |
| 70 | Санатория «Тишково» | посёлок                 | ↘470      | сельское поселение Ельдигинское    |
| 71 | Семёновское         | село                    | ↗29       | сельское поселение Ельдигинское    |
| 72 | Софрино             | посёлок городского типа | →15 001   | городское поселение Софрино        |
| 73 | Софрино             | село                    | ↗56       | городское поселение Софрино        |
| 74 | Старое Село         | деревня                 | ↘8        | сельское поселение Царёвское       |
| 75 | Степаньково         | деревня                 | ↘325      | сельское поселение Ельдигинское    |
| 76 | Талицы              | деревня                 | ↗307      | городское поселение Софрино        |
| 77 | Тарасовка           | село                    | ↗2807     | сельское поселение Тарасовское     |
| 78 | Тишково             | село                    | ↘145      | сельское поселение Ельдигинское    |
| 79 | Фёдоровское         | деревня                 | ↘123      | сельское поселение Царёвское       |
| 80 | Фомкино             | деревня                 | ↗17       | сельское поселение Царёвское       |
| 81 | Хлопенево           | деревня                 | ↘0        | городское поселение Софрино        |
| 82 | Царёво              | село                    | ↗588      | сельское поселение Царёвское       |
| 83 | Цернское            | деревня                 | ↗53       | городское поселение Софрино        |
| 84 | Чекмово             | деревня                 | ↗13       | сельское поселение Царёвское       |
| 85 | Челюскинский        | посёлок                 | ↘2428     | сельское поселение Тарасовское     |
| 86 | Черкизово           | посёлок городского типа | ↘4186     | городское поселение Черкизово      |
| 87 | Чернозёмово         | деревня                 | ↗14       | сельское поселение Ельдигинское    |
| 88 | Шаблыкино           | деревня                 | ↘10       | сельское поселение Царёвское       |
| 89 | Щеглово             | деревня                 | ↗10       | городское поселение Софрино        |
| 90 | Якшино              | деревня                 | ↗13       | сельское поселение Ельдигинское    |